# María Jesús Vicent
María Jesús Vicent Docón (Villarreal, 24 de diciembre de 1973) es una química e investigadora española, especializada en el desarrollo de terapias avanzadas mediante nanomedicina. En 2025, fue galardonada con el Premio Rey Jaime I en la categoría de Nuevas Tecnologías.

## Trayectoria
Estudió química orgánica y química de materiales con especialidad en catálisis en la Universidad Jaime I (UJI) de Castellón. Posteriormente, realizó una estancia en la Universidad de California en Berkeley (Estados Unidos), donde centró su tesis en el ámbito de la biomedicina. En 2001, se doctoró en química supramolecular y materiales en la UJI en 2001 con la tesis titulada Nuevos sistemas quirales soportados con aplicaciones en catálisis y en procesos de separación.
En el 2004, se incorporó como investigadora asociada al Centro de Investigación Príncipe Felipe (CIPF) como directora científica de la Plataforma de Cribado de Fármacos, y coordina su programa de cáncer. Ha publicado más de 150 artículos científicos y es titular de 15 patentes, de las cuales seis están licenciadas. En 2012, cofundó la empresa Polypeptide Therapeutic Solutions SL, centrada en soluciones innovadoras en el campo de los polímeros terapéuticos.
En el ámbito académico, es profesora externa del Máster Universitario en Química Aplicada y Farmacología de la UJI. Asimismo, codirige junto a  Antonio Llueca la Unidad Mixta de Investigación en Terapias Avanzadas en Oncología, creada en 2022 en el Laboratorio de Cirugía Oncológica. Su equipo investiga el desarrollo de nanomedicinas para el tratamiento de diversas patologías, como el cáncer, enfermedades neurodegenerativas y procesos de regeneración de tejidos.
También ejerce funciones como gestora en la Agencia Estatal de Investigación (AEI) en el área de Materiales para Biomedicina, y participa en consejos asesores internacionales como CÚRAM en Irlanda y FormulaEx en Suecia. En 2023 fue nombrada redactora jefe de la revista Advanced Drug Delivery Reviews (Elsevier), y en 2024 asumió la presidencia de la Controlled Release Society (CRS), una sociedad científica internacional dedicada al estudio y desarrollo de sistemas de liberación controlada de fármacos.

## Reconocimientos
En 2021, María Jesús Vicent Docon recibió el Premio Concepción Aleixandre a la Mujer Científica Valenciana, en reconocimiento a su trayectoria investigadora en el ámbito biomédico. Posteriormente, en 2023, fue galardonada con el Mérito a la Innovación por la Diputación Provincial de Castellón, y ese mismo año recibió el Women in Science Award otorgado por la Controlled Release Society (CRS). Esta misma organización, le otorgó al año siguiente, en 2024, el premio Samyang Award in Honor of Sung Wan Kim, por su labor destacada en el desarrollo de terapias avanzadas.
En 2025, la Generalidad Valenciana la galardonó con el Premio Rey Jaume I en la categoría de Nuevas Tecnologías por su contribución a la investigación aplicada en biomedicina y su impacto en el desarrollo de soluciones terapéuticas innovadoras.